# Серебрище
Серебрище (Сребжище, пол. Srebrzyszcze, раніше пол. Serebryszcze) — село в Польщі, у гміні Холм Холмського повіту Люблінського воєводства. Населення — 890 осіб (2011).

## Історія

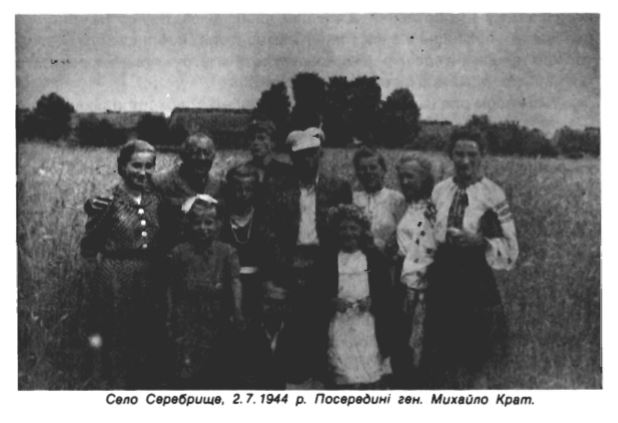
Колишній генерал Армії УНР Михайло Крат у селі Серебрище. 2 липня 1944 року.

1484 року вперше згадується православна церква в селі.
За даними етнографічної експедиції 1869—1870 років під керівництвом Павла Чубинського, у селі здебільшого проживали греко-католики, які розмовляли українською мовою.
1872 року місцева греко-католицька парафія налічувала 364 віряни.
У 1921 році село входило до складу гміни Кшивіцький Холмського повіту Люблінського воєводства Польської Республіки.
У липні 1938 року польська влада в рамках великої акції руйнування українських храмів на Холмщині і Підляшші знищила місцеву православну церкву.
В липні 1944 року Серебрище відвідав колишній генерал Армії УНР Михайло Крат.
У 1975—1998 роках село належало до Холмського воєводства.

## Демографія
За офіційним переписом населення Польщі 10 вересня 1921 року в селі налічувалося 70 будинків та 447 мешканців, з них:
- 211 чоловіків та 236 жінок;
- 352 православні, 89 римо-католиків, 4 юдеї, 2 християни інших конфесій;
- 157 українців, 290 поляків.

Демографічна структура станом на 31 березня 2011 року:
|          | Загалом | Допрацездатний вік | Працездатний вік | Постпрацездатний вік |
| -------- | ------- | ------------------ | ---------------- | -------------------- |
| Чоловіки | 445     | 97                 | 324              | 24                   |
| Жінки    | 445     | 97                 | 270              | 78                   |
| Разом    | 890     | 194                | 594              | 102                  |